# Adolf Schmidt (Maler, 1804)

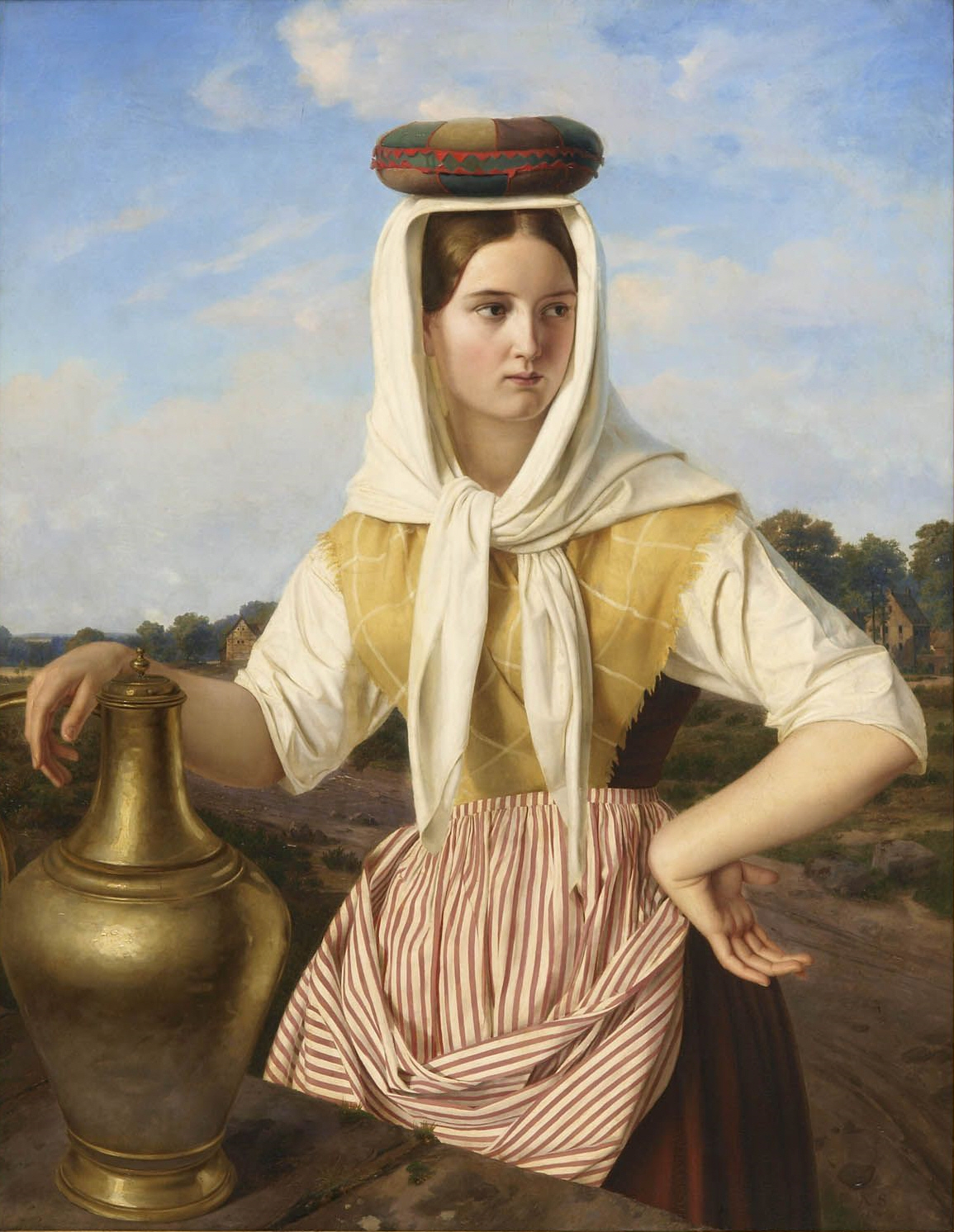
Das Milchmädchen, 1834

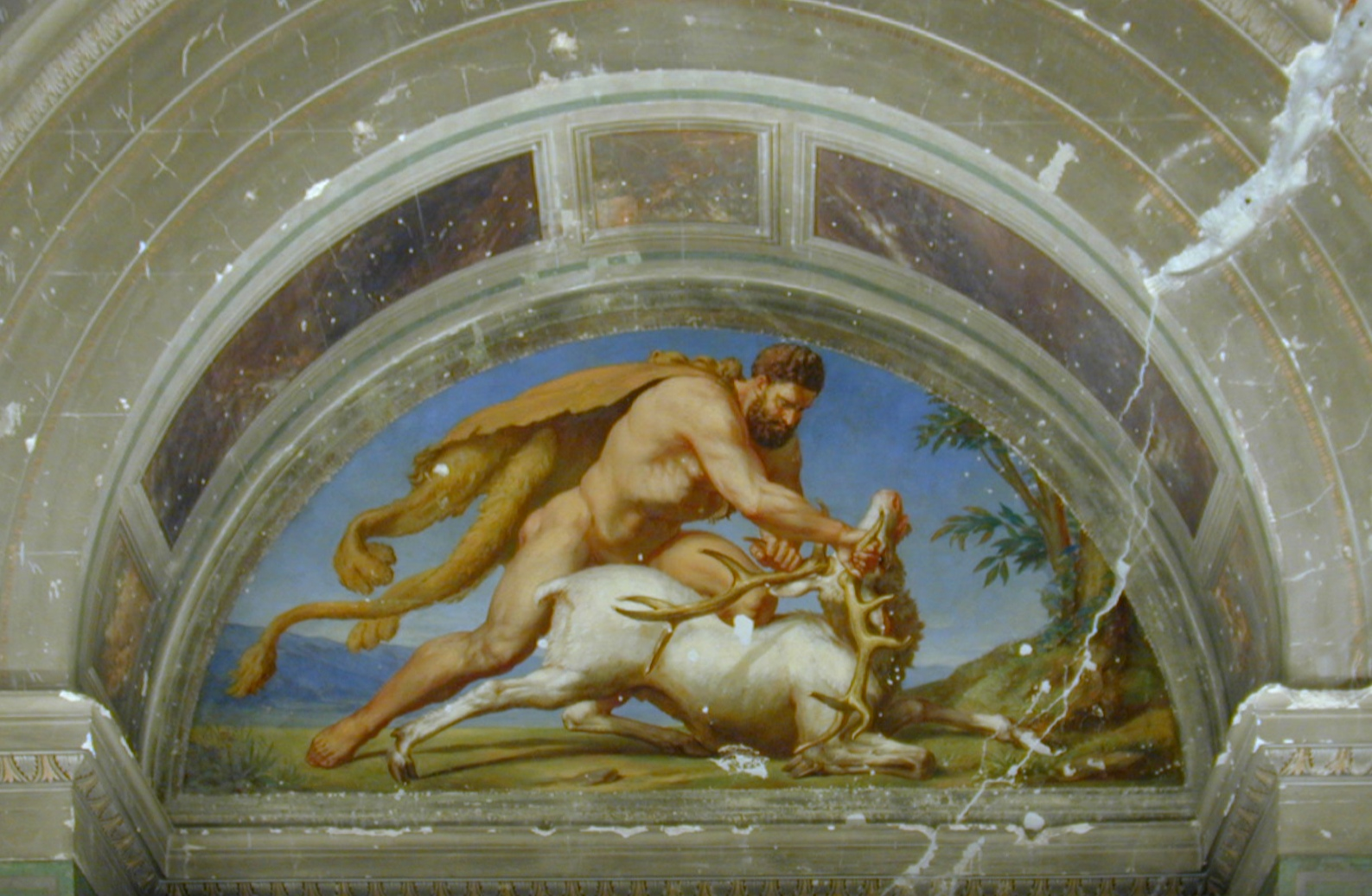
Herkules besiegt die goldbekrönte Hirschkuh, Wandbild im Nordkuppelsaal des Neuen Museums Berlin

Adolf Schmidt, auch Adolph Schmidt (* 1804 in Berlin; † nach 1865), war ein Historien-, Genre- und Porträtmaler der Düsseldorfer Schule.

## Leben
Schmidt trat 1823 in das Atelier des Berliner Malers Karl Wilhelm Wach ein. 1829 wechselte er an die Kunstakademie Düsseldorf, um sich in der Historienmalerei unterweisen zu lassen. Ab 1831 war er Schüler in der Meisterklasse ihres Direktors Wilhelm Schadow. Seine dortige Abschlussarbeit, Das Milchmädchen, ein Porträt einer Düsseldorfer Bürgerstochter, stellte er beim Kunstverein für die Rheinlande und Westfalen aus. Später erwarb sie der Westfälische Kunstverein als erstes zeitgenössisches Bild seiner Sammlung überhaupt.
1835 verließ Schmidt Düsseldorf und kehrte nach Berlin zurück, wo er wohl nach 1865 starb. Der Düsseldorfer Malerkollege Johann Wilhelm Schirmer charakterisierte Schmidt in seinen Lebenserinnerungen mit den Worten „ein schwaches Talent, aber eine schöne Baßstimme“. Ein Porträt Schmidts schuf der Maler Ernst Deger im Jahr 1829.

## Werk (Auswahl)
- Karl Ferdinand Sohn, Porträtzeichnung in Bleistift, 1829, Beitrag zu den Bildnissen und Selbstbildnissen der Schadow-Schüler als Weihnachtsgeschenk an den Akademiedirektor Wilhelm Schadow, Archiv des Künstlervereins Malkasten[5]
- Die Lautenspielerin, 1829
- David, das Haupt des Goliath haltend, 1829, erworben von Kunstverein für die Rheinlande und Westfalen
- Engelskopf, 1833
- Das Milchmädchen (Niederrheinisches Landmädchen), 1834, Westfälisches Landesmuseum Münster[6]
- Herkules bezwingt die goldbekrönte Hirschkuh von Keryneia, um 1850, Nordkuppelsaal des Neuen Museums Berlin